# Seznam švedskih biologov
Seznam švedskih biologov.

## A
- Adam Afzelius
- Peter Artedi

## B
- Sune Bergström
- Magnus Blix (fiziolog)
- Erik Bongcam-Rudloff

## C
- Torbjörn Caspersson
- Carl Alexander Clerck

## D
- Anders Dahl
- Jonas C. Dryander

## H
- Fredric Hasselquist
- Carl-Henrik Heldin

## L
- Carl von Linné

## P
- Svante Pääbo

## W
- Sten Wahlund